# رأس (هندسه)

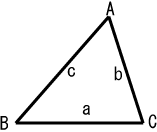
نمونه ای از سه راس

رَأس (به انگلیسی: vertex) در هندسه، نقطه‌ای است که دو پهلوی مستقیم از یک چندضلعی باز یا بسته به هم می‌رسند. به‌ زبان دیگر، رأس، نوکِ گوشه‌ها یا برخوردگاه‌های خطوط یک شکل هندسی است. از پیوند دادن دو رأس به همدیگر یک خط و از پیوند دادن سه رأس به هم یک سطح پدید می‌آید.
در مدل‌های سه‌بعدی گرافیک رایانه‌ای از رأس‌ها معمولاً برای تعریف سطوح (معمولاً سه‌گوش‌ها) استفاده می‌شود و هر یک از رأس‌ها در این مدل‌ها به عنوان یک بُردار نشان داده می‌شود.
در نظریه گراف رأس را گره نیز می‌نامند.

## تعریف

### زاویه
رأس یک زاویه نقطه‌ای است که در آن دو پرتو آغاز می‌شوند یا به یکدیگر می‌رسند، یا جایی که دو پاره‌خط به هم می‌پیوندند یا تقاطع دارند، یا هر ترکیب مناسبی از پرتوها، پاره‌خط‌ها و خط‌ها که در نهایت موجب تلاقی دو "ضلع" مستقیم در یک نقطه می‌شود.

### چندوجهی
رأس، نقطهٔ گوشه‌ای یک چندضلعی، چندوجهی یا چندوجهی در ابعاد بالاتر است، که از تقاطع لبه‌ها، وجوه یا پهلوهای آن پدید می‌آید.
در یک چندضلعی، رأسی "کوژ" خوانده می‌شود اگر زاویه داخلی آن (یعنی زاویه‌ای که توسط دو ضلع در آن رأس و در درون چندضلعی تشکیل شده) کمتر از π رادیان (۱۸۰ درجه یا دو زاویه قائمه) باشد؛ در غیر این صورت، این رأس را "کاو" یا "بازتابی" می‌نامند.
به‌طور کلی، رأسی از یک چندوجهی یا چندوجهی بالاتر را کوژ می‌نامند اگر تقاطع آن با کره‌ای کوچک به مرکز آن رأس، کوژ باشد؛ در غیر این صورت، آن را کاو می‌نامند.
تعداد رئوس هر چندضلعی در صفحه برابر تعداد اضلاع آن است.
رؤوس چندوجهی‌ها با رؤوس گراف‌ها نیز مرتبط‌اند، زیرا اسکلت یک‌بعدی چندوجهی یک گراف است که رؤوس آن با رؤوس هندسی منطبق‌اند، و از سوی دیگر، یک گراف را می‌توان یک کمپلکس سادگی یک‌بعدی دانست که رؤوس آن همان رأس‌های گراف هستند.
با این حال، در نظریه گراف، ممکن است یک رأس کمتر از دو یالِ متصل داشته باشد، که در هندسه معمولاً مجاز نیست. همچنین میان رأس‌های هندسی و رأس‌های یک منحنی نیز پیوندی وجود دارد، که همان نقاط دارای خمیدگی بیشینه هستند؛ از این دیدگاه، رأس‌های یک چندضلعی را می‌توان نقاط دارای خمیدگی بی‌نهایت دانست و اگر چندضلعی‌ای با یک منحنی نرم تقریب زده شود، در نزدیکی هر رأس چندضلعی نقطه‌ای با خمیدگی زیاد ظاهر خواهد شد.

### موزاییک‌کاری صفحه
رأس یک موزاییک‌کاری یا کاشی‌کاری صفحه‌ای، نقطه‌ای است که سه یا بیش از سه کاشی در آن به هم می‌رسند. معمولاً، هر چند نه همیشه، کاشی‌ها چندضلعی هستند و رؤوس موزاییک، همان رؤوس کاشی‌ها نیز محسوب می‌شوند. به‌طور گسترده‌تر، یک موزاییک را می‌توان نوعی کمپلکس سلولی توپولوژیکی در نظر گرفت؛ همان‌گونه که وجوه یک چندوجهی یا چندوجهی چنین‌اند. در این دیدگاه، رؤوس کمپلکس‌هایی مانند کمپلکس سادگی، وجوه صفر-بعدی آن‌ها هستند.

## رأس اصلی

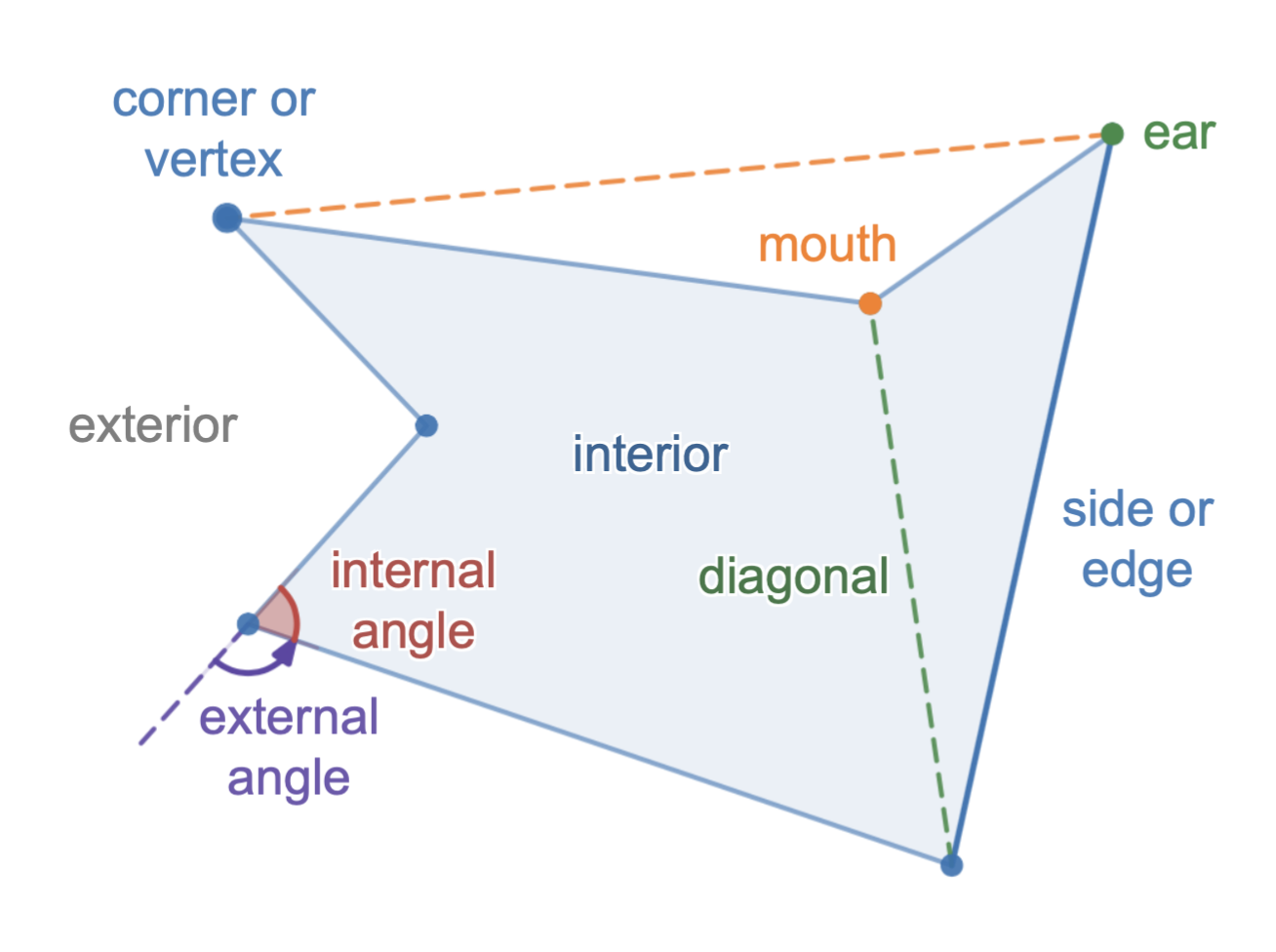
اجزای یک چندضلعی ساده

رأس xi از یک چندضلعی ساده P را "رأس اصلی" می‌نامند اگر قطر [x(i − 1), x(i + 1)] فقط در نقاط x(i − 1) و x(i + 1) با مرز P برخورد کند. دو نوع رأس اصلی وجود دارد: «گوش» و «دهان».

### گوش
رأس اصلی xi در چندضلعی ساده P را "گوش" می‌نامند اگر قطر [x(i − 1), x(i + 1)] که رأس را می‌پوشاند، کاملاً درون P قرار گیرد. (نگاه کنید به چندضلعی کوژ) طبق قضیه دو گوش، هر چندضلعی ساده دست‌کم دو گوش دارد.

### دهان
رأس اصلی xi در چندضلعی ساده P را "دهان" می‌نامند اگر قطر [x(i − 1), x(i + 1)] در بیرون مرز P قرار گیرد.

## شمار رؤوس چندوجهی
سطح هر چندوجهی کوژ دارای ویژگی اویلر است:
{\displaystyle V-E+F=2,}
که در آن V تعداد رؤوس، E تعداد لبه‌ها و F تعداد وجوه است. این معادله به فرمول اویلر برای چندوجهی‌ها معروف است. بنابراین تعداد رؤوس برابر است با ۲ واحد بیش از اختلاف میان تعداد لبه‌ها و تعداد وجوه. برای نمونه، چون یک مکعب ۱۲ لبه و ۶ وجه دارد، طبق این فرمول، باید ۸ رأس داشته باشد.

## رؤوس در گرافیک رایانه‌ای
در گرافیک رایانه‌ای، اجسام معمولاً به‌شکل چندوجهی‌هایی با وجه‌های مثلثی نمایش داده می‌شوند که در آن‌ها رؤوس اجسام نه‌فقط شامل مختصات فضایی، بلکه اطلاعات گرافیکی لازم برای نمایش دقیق نیز هستند، مانند رنگ، ویژگی‌های بازتاب، بافت و بردار عمود سطح. این ویژگی‌ها در فرایند پردازش تصویر، در شیدر رأس (بخشی از خط پردازش رأس) به‌کار می‌روند.